# Salita dei Monti Iblei
La Salita dei Monti Iblei (Ascenso de los Montes Ibleos) es una competición automovilística que se celebra cada año, en Chiaramonte Gulfi, en el Libre consorcio municipal de Ragusa, en Sicilia. Es una Carrera de montaña del tipo contrarreloj y es una prueba válida para el trofeo italiano de velocidad montaña-sur. Está organizada por Team Palikè, bajo el patrocinio del Automobile Club d'Italia de Ragusa.

## El evento

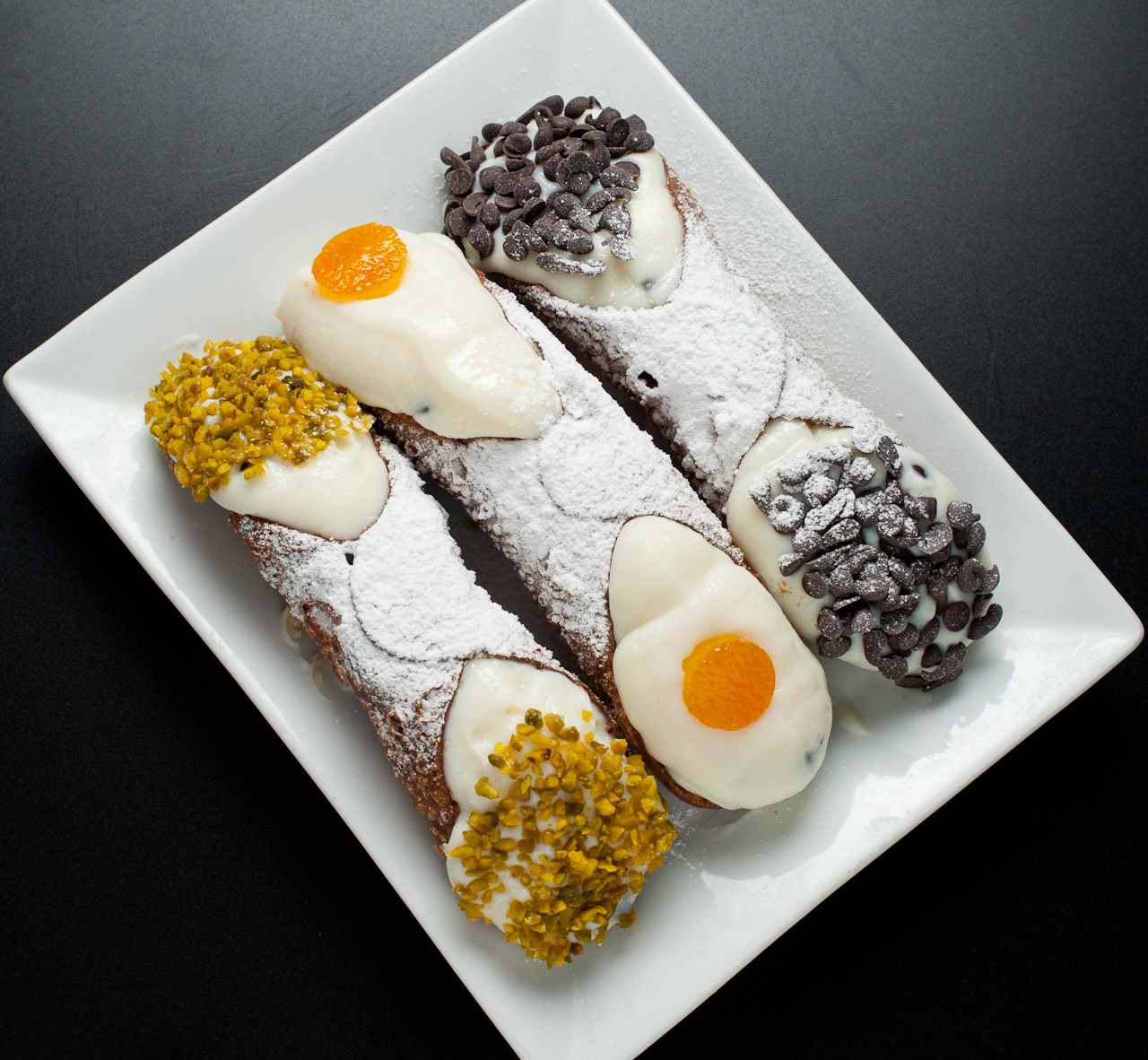
Cannoles, dulce de la pastelería siciliana.

La carrera tiene lugar todos los años en las horquillas del Monte Arcibessi. Recientemente, el recorrido se ha alargado ligeramente, esto ha permitido que la carrera sea reconocida como válida para el trofeo italiano de velocidad montaña-sur, el campeonato siciliano de escalada en colinas y el campeonato siciliano de velocidad en colinas para coches históricos; permitiendo también una mejor afluencia de turistas, especialmente a aquellos que llegan de áreas vecinas como Ragusa, Módica, Vittoria o de municipios de montaña cercanos como Giarratana y Monterosso Almo, sino también de otras áreas.
En  Piazza Duomo  en Chiaramonte Gulfi, es posible degustar  platos típicos y dulces de la pastelería siciliana como los cannoles, gracias a las asociaciones locales que participan en la iniciativa (Asociación Contrada Muti, Asociación Contrada Piano dell'Acqua y Asociación giovanile de Roccazzo).

## Carrera
La diferencia de altura entre el punto de partida y el de llegada es de 478 metros, la pendiente media es del 4,8%.

## Ganadores absolutos (recientes)

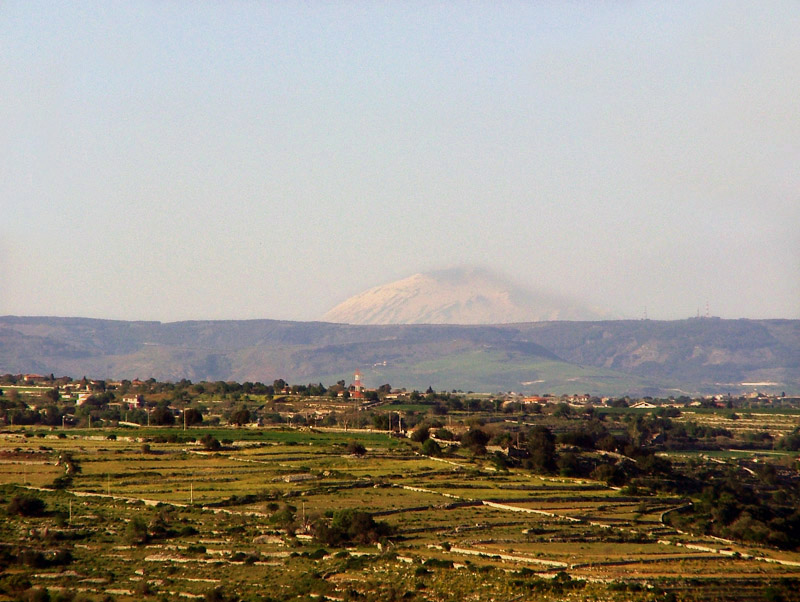
Panorama ibleo.

La siguiente tabla muestra los ganadores de la Salita dei Monti Iblei o Copa Monti Iblei:

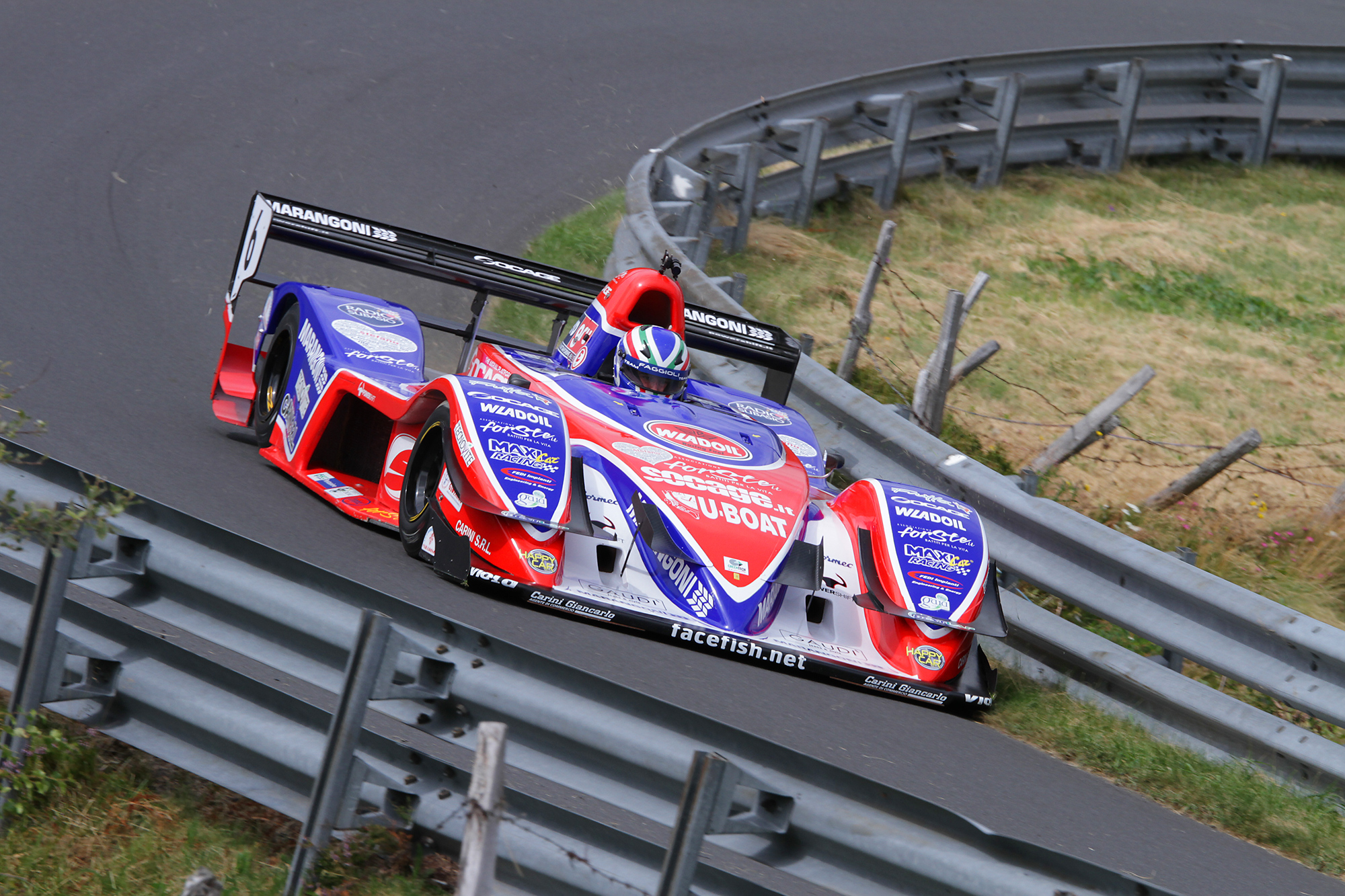
Osella FA30.

- 2004	Giovanni Cassibba		Osella BMW
- 2005	Giovanni Cassibba		Osella BMW
- 2006	Carmelo Scaramozzino		Breda Racing/ BMW
- 2007	Luigi Bruccoleri		Osella PA21/S
- 2008	Rocco Aiuto		        Osella PA20/S
- 2009	Salvatore Tavano		Tatuus Master
- 2010	Salvatore Tavano		Tatuus Master
- 2011	Luigi Bruccoleri		Osella PA27
- 2012	Domenico Scola jr.		Osella PA21/S
- 2014	Domenico Cubeda		        Osella PA2000
- 2015	Domenico Cubeda		        Osella PA2000
- 2016	Domenico Cubeda		        Osella PA2000
- 2017	Domenico Cubeda		        Osella FA30	Zytek[2]
- 2018	Domenico Cubeda		        Osella FA30 Zytek[2]
- 2019	Domenico Cubeda		        Osella FA30 Zytek[8]